# Phyllodromica lindbergi
Phyllodromica lindbergi es una especie de cucaracha del género Phyllodromica, familia Ectobiidae. Fue descrita científicamente por Chopard en 1954.
Habita en islas Canarias.